# Étienne II de Naples
Étienne II de Naples (né vers 725, mort en 799) fut duc de Naples pendant 12 ans de 754/755 à 766/767 puis évêque de Naples pendant 33 ans de 766 à sa mort.

## Biographie
Étienne héritier de la noble femme Matrona est le chef de l’aristocratie napolitaine lorsqu'il devient duc de Naples en succédant à Grégoire Ier. Le nouveau duc n'est âgé que de 29 ans et il est vraisemblablement apparenté de façon indirecte -neveu ou gendre ? - de son prédécesseur dont il donnera le nom à son fil aîné. Le patrice de Sicile dont il dépend de jure ne peut que confirmer sa désignation car il est dans l'incapacité  intervenir sur le continent après la chute de l'exarchat de Ravenne. Le nouveau duc gouverne de manière absolu et lorsqu'en 766 l’évêque, Paul II de Naples, meurt lors d'une épidémie de peste qui décime le peuple et le clergé , les Napolitains l’acclament comme son successeur. Étienne qui administre la ville depuis douze années obtient du pape Paul Ier en dépit de toutes les règles canoniques d'être porté à l'épiscopat et se fait conférer les ordres religieux. Il conserve sa nouvelle fonction pendant 33 ans. Bien qu'il cesse d'être officiellement duc de Naples la fonction est exercée par des membres de sa famille, son fils Grégoire II de Naples (766-793) puis son gendre Théophylacte II de Naples (794-800). De facto il conserve jusqu’à sa mort une influence prépondérante sur la gestion de la cité.

## Postérité
Une épouse inconnue lui donne quatre enfants:
- Grégoire II de Naples, duc de 766 à 793.
- anonyme dont le duc Étienne III de Naples
- Caesarius († 788) Consul
- Eupraxia épouse Théophylacte II de Naples († 800) duc en 794, parents du duc Antimus